# Eerste klasse 1909-10 (voetbal België)
Het seizoen 1909/10 van de Belgische Eerste Klasse begon in de herfst van 1909 en eindigde in de lente van 1910. Het was het veertiende officieel seizoen van de hoogste Belgische voetbalklasse. De officiële benaming destijds was Division d'Honneur of Eere Afdeeling. Waar de vorige jaren het competitiesysteem regelmatig aangepast werd, bleef het nu gelijk aan dat van vorig seizoen, namelijk één reeks met 12 ploegen.
Union Saint-Gilloise behaalde zijn zesde landstitel in zeven jaar tijd, na winst in een testwedstrijd tegen FC Brugeois.

## Gepromoveerde teams
Voor het seizoen was Standard Club Liégeois als kampioen gepromoveerd uit Tweede Klasse.

## Degraderende teams
Na het seizoen zakte de laatste in de eindstand, FC Liégeois, naar de Tweede Klasse.

## Clubs
Volgende twaalf clubs speelden in 1909/10 in Eerste Klasse. De nummers komen overeen met de plaats in de eindrangschikking:
| # kaart | Stam- nummer | Club                      | Plaats              | Stadion                                           | # seiz. 1e klasse |
| ------- | ------------ | ------------------------- | ------------------- | ------------------------------------------------- | ----------------- |
| 1       | 10           | Union Saint-Gilloise      | Ukkel               | terrein rue de Forest(tegenwoordig J. Bensstraat) | 9e                |
| 2       | 3            | FC Brugeois               | Brugge              | "Het Ratteplein" in de Sint-Baafs-wijk            | 13e               |
| 3       | 12           | CS Brugeois               | Brugge              | terrein vlak bij de Smedenpoort                   | 11e               |
| 4       | 2            | Daring Club de Bruxelles  | Sint-Jans-Molenbeek | terrein aan de Jetse Steenweg 501                 | 7e                |
| 5       | 16           | Standard Club Liégeois    | Luik                | terrein rue de la Centrale in de wijk Sclessin    | 1e                |
| 6       | 13           | Beerschot AC              | Antwerpen           | terrein op het Kiel                               | 9e                |
| 7       | 20           | Excelsior SC de Bruxelles | Vorst               | rue de la Société                                 | 2e                |
| 8       | 6            | Racing Club de Bruxelles  | Ukkel               | Stade du Vivier d'Oie (nr 10 op kaartje)          | 15e               |
| 9       | 1            | Antwerp FC                | Antwerpen           | terrein aan de Broodstraat op het Kiel            | 14e               |
| 10      | 5            | Léopold Club de Bruxelles | Ukkel               | Brugmanpark (nr 23 op kaartje)                    | 15e               |
| 11      | 19           | SC Courtraisien           | Kortrijk            | Tuin van Callens (kant van de Leie)               | 4e                |
| 12      | 4            | FC Liégeois               | Luik                | terrein op het Champ d'Oiseaux in de wijk Cointe  | 15e               |

## Eindstand
|   |    |                           | P  | W  | G | V  | +  | -  | DS  | Ptn |
| - | -- | ------------------------- | -- | -- | - | -- | -- | -- | --- | --- |
| K | 1  | Union Saint-Gilloise      | 22 | 19 | 0 | 3  | 90 | 15 | 75  | 38  |
|   | 2  | FC Brugeois               | 22 | 18 | 2 | 2  | 82 | 26 | 56  | 38  |
|   | 3  | CS Brugeois               | 22 | 18 | 0 | 4  | 67 | 22 | 45  | 36  |
|   | 4  | Daring Club de Bruxelles  | 22 | 11 | 3 | 8  | 47 | 33 | 14  | 25  |
|   | 5  | Standard Club Liégeois    | 22 | 10 | 3 | 9  | 37 | 25 | 12  | 23  |
|   | 6  | Beerschot AC              | 22 | 10 | 2 | 10 | 47 | 56 | -9  | 22  |
|   | 7  | Excelsior SC de Bruxelles | 22 | 8  | 3 | 11 | 48 | 43 | 5   | 19  |
|   | 8  | Racing Club de Bruxelles  | 22 | 8  | 3 | 11 | 43 | 50 | -7  | 19  |
|   | 9  | Antwerp FC                | 22 | 6  | 2 | 14 | 25 | 66 | -41 | 14  |
|   | 10 | Léopold Club de Bruxelles | 22 | 4  | 5 | 13 | 26 | 63 | -37 | 13  |
|   | 11 | SC Courtraisien           | 22 | 3  | 5 | 14 | 17 | 62 | -45 | 11  |
| D | 12 | FC Liégeois               | 22 | 1  | 4 | 17 | 11 | 79 | -68 | 6   |

P: wedstrijden gespeeld, W: wedstrijden gewonnen, G: gelijke spelen, V: wedstrijden verloren, +: gescoorde doelpunten, -: doelpunten tegen, DS: doelsaldo, Ptn: totaal punten
K: kampioen, D: degradatie
Union en FC Brugeois eindigden met evenveel punten op de eerste plaats. Een play-off voor de titel werd gewonnen door Union.
| Datum      | Wedstrijd                          | Uitslag |
| ---------- | ---------------------------------- | ------- |
| 12/06/1910 | Union Saint-Gilloise - FC Brugeois | 1-0     |

## Uitslagentabel
|                           |     | ANT  | BEE   | CSB | FCB   | KOR   | DAR | EXC | LEO | RCB | USG | LUI  | STA |
| Antwerp FC                | ANT | X    | 2-2   | 1-3 | 1-3   | 1-0   | 0-1 | 1-0 | 2-0 | 0-0 | 0-8 | 3-0  | 0-1 |
| Beerschot AC              | BEE | 1-2  | X     | 3-2 | 2-5   | 5-0   | 3-1 | 2-0 | 3-2 | 4-1 | 2-4 | 3-2  | 2-0 |
| CS Brugeois               | CSB | 2-0  | 7-1   | X   | 4-0   | 6-0   | 1-0 | 3-1 | 4-0 | 2-0 | 1-2 | 4-1  | 1-0 |
| FC Brugeois               | FCB | 6-1  | 4-1   | 4-2 | X     | 5-0ff | 2-1 | 2-0 | 9-1 | 7-1 | 0-2 | 8-0  | 1-0 |
| SC Courtraisien           | KOR | 1-2  | 1-1   | 1-2 | 1-4   | X     | 1-5 | 0-0 | 1-0 | 4-3 | 2-1 | 0-0  | 0-3 |
| Daring Club de Bruxelles  | DAR | 3-2  | 6-2   | 2-6 | 1-1   | 1-0   | X   | 3-1 | 6-1 | 5-0 | 0-3 | 4-0  | 3-1 |
| Excelsior SC de Bruxelles | EXC | 6-1  | 5-0ff | 1-6 | 2-5   | 4-0   | 3-0 | X   | 2-2 | 2-1 | 1-4 | 10-0 | 1-0 |
| Léopold Club de Bruxelles | LEO | 4-2  | 0-5   | 0-1 | 1-4   | 1-1   | 1-1 | 1-1 | X   | 3-2 | 2-6 | 2-0  | 1-1 |
| Racing Club de Bruxelles  | RCB | 6-2  | 1-0   | 0-2 | 3-3   | 2-1   | 1-1 | 7-1 | 4-1 | X   | 1-4 | 5-0  | 4-1 |
| Union Saint-Gilloise      | USG | 11-0 | 7-1   | 4-0 | 1-2   | 9-0   | 3-0 | 1-0 | 4-1 | 1-0 | X   | 6-0  | 5-0 |
| FC Liégeois               | LUI | 3-2  | 1-2   | 0-6 | 0-5ff | 3-3   | 0-3 | 1-7 | 0-1 | 0-1 | 0-4 | X    | 0-0 |
| Standard Club Liégeois    | STA | 5-0  | 3-2   | 0-1 | 0-1   | 3-0   | 1-0 | 3-0 | 4-1 | 1-4 | 2-0 | 0-0  | X   |

## Topscorer
| Scorer            | Goals | Team                 | Land   |
| ----------------- | ----- | -------------------- | ------ |
| Maurice Vertongen | 36    | Union Saint-Gilloise | België |

1895/96 · 1896/97 · 1897/98 · 1898/99 · 1899/00 · 1900/01 · 1901/02 · 1902/03 · 1903/04 · 1904/05 · 1905/06 · 1906/07 · 1907/08 · 1908/09 · 1909/10 · 1910/11 · 1911/12 · 1912/13 · 1913/14 · 1914/15 · 1915/16 · 1916/17 · 1917/18 · 1918/19 · 
1919/20 · 1920/21 · 1921/22 · 1922/23 · 1923/24 · 1924/25 · 1925/26 · 1926/27 · 1927/28 · 1928/29 · 1929/30 · 1930/31 · 1931/32 · 1932/33 · 1933/34 · 1934/35 · 1935/36 · 1936/37 · 1937/38 · 1938/39 · 1939/40 · 1940/41 · 1941/42 · 1942/43 · 1943/44 · 1944/45 · 1945/46 · 1946/47 · 1947/48 · 1948/49 · 1949/50 · 1950/51 · 1951/52 · 1952/53 · 1953/54 · 1954/55 · 1955/56 · 1956/57 · 1957/58 · 1958/59 · 1959/60 · 1960/61 · 1961/62 · 1962/63 · 1963/64 · 1964/65 · 1965/66 · 1966/67 · 1967/68 · 1968/69 · 1969/70 · 1970/71 · 1971/72 · 1972/73 · 1973/74 · 1974/75 · 1975/76 · 1976/77 · 1977/78 · 1978/79 · 1979/80 · 1980/81 · 1981/82 · 1982/83 · 1983/84 · 1984/85 · 1985/86 · 1986/87 · 1987/88 · 1988/89 · 1989/90 · 1990/91 · 1991/92 · 1992/93 · 1993/94 · 1994/95 · 1995/96 · 1996/97 · 1997/98 · 1998/99 · 1999/00 · 2000/01 · 2001/02 · 2002/03 · 2003/04 · 2004/05 · 2005/06 · 2006/07 · 2007/08 · 2008/09 · 2009/10 · 2010/11 · 2011/12 · 2012/13 · 2013/14 · 2014/15 · 2015/16 · 2016/17 · 2017/18 · 2018/19 · 2019/20 · 2020/21· 2021/22 · 2022/23 · 2023/24 · 2024/25